# Bezobalové obchody

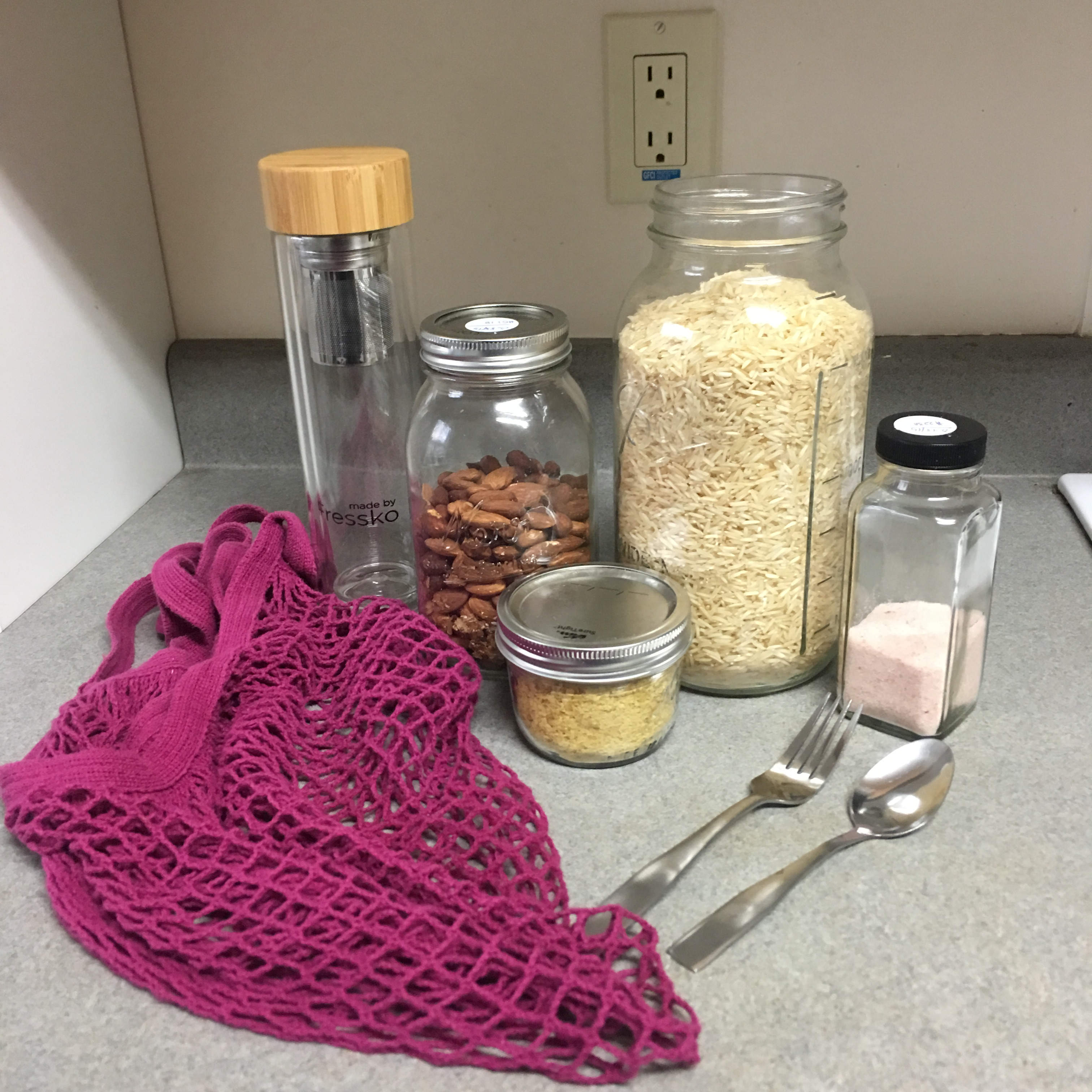

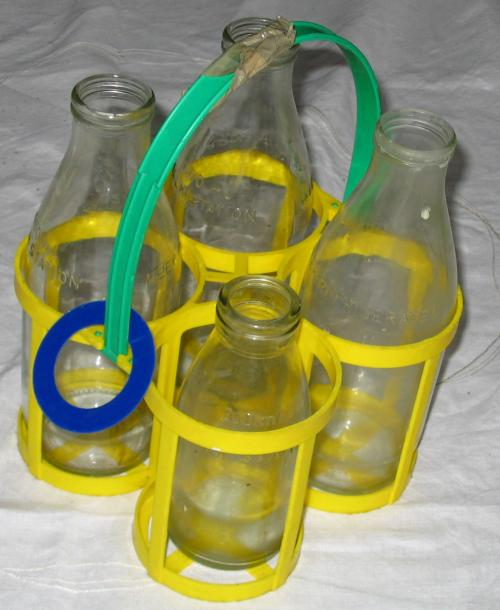

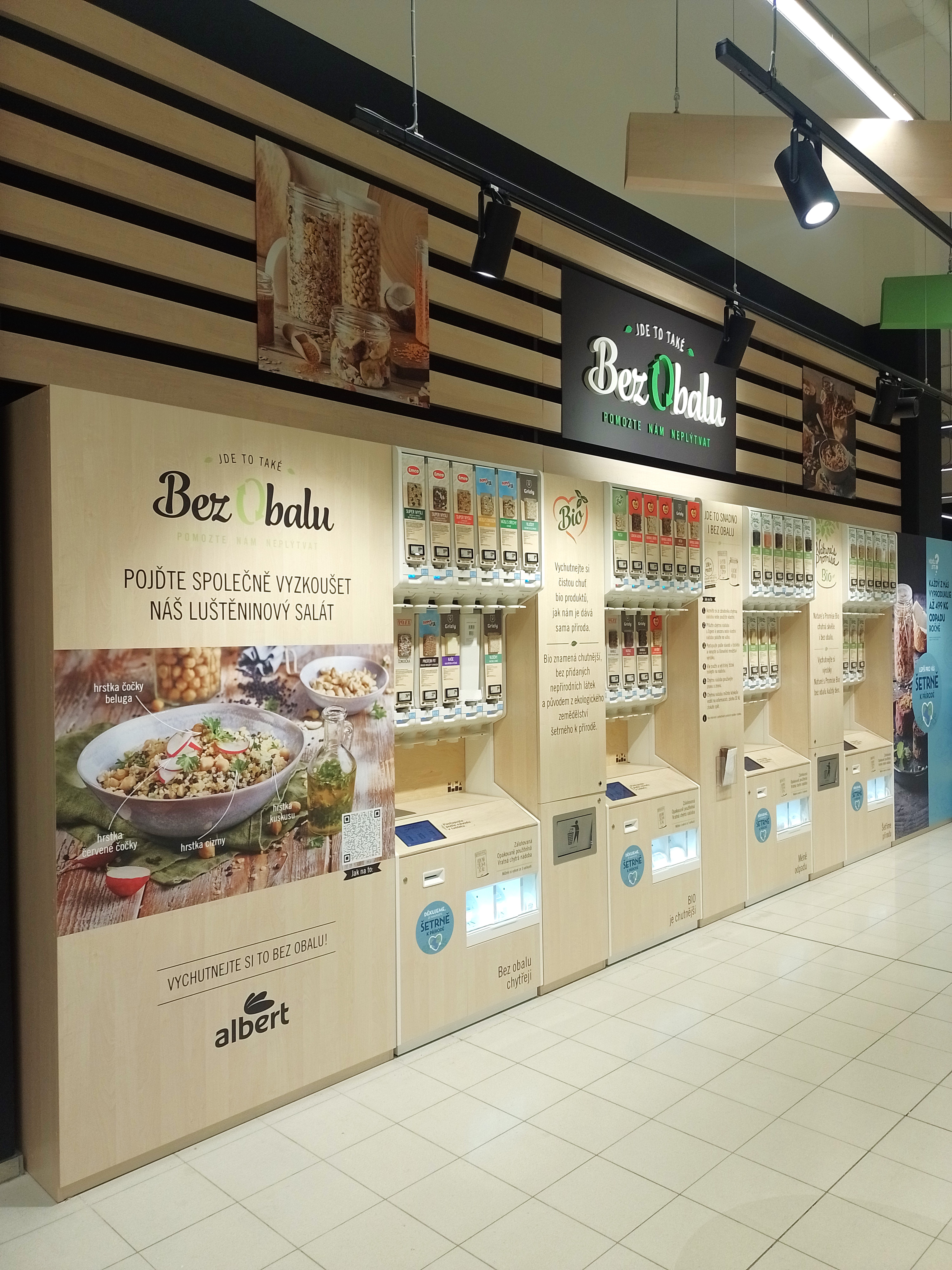
Bezobalová stěna v hypermarketu Albert

Bezobalové obchody (angl. zero-waste grocery store, packaging-free supermarket, bulk foods store) jsou prodejny, které prodávají potraviny do znovupoužitelných obalů a vyhýbají se tak jednorázovým odpadům. Jejich koncept se rozvíjí od první dekády 21. století. Jsou zde k zakoupení zejména trvanlivé suché potraviny, ale i čerstvé ovoce a zelenina, některé chlazené výrobky, koření a také čisticí prostředky a další sortiment běžných drogerií.
Koncept bezobalových obchodů se snaží být v souladu se zásadami bezopadového života, jehož filozofií je mimo jiné i předcházení vzniku odpadů a jejich společným cílem je udržitelný způsob života šetrný k přírodě a životnímu prostředí. Jelikož je nulový odpad spíše ideálním cílem, je vizí prodejen spíše redukce a opětované používání či recyklace materiálů používaných k balení a uskladnění výrobků.
V bezobalových obchodech jsou potraviny uskladněny v nádobách velkého objemu. Z nich si zákazník nabírá požadované množství do vlastních nádob. Naplněné nádoby se nakonec zváží, přičemž je z váhy odečtena váha samotné nádoby.
V obchodech se většinou spoléhá na férové chování zákazníků, hlavně co se týče dodržování hygienických opatření.

## Historie
Nápad bezobalových obchodu se po světě rozšiřuje zhruba od let 1998–2002, kdy byla založena Mezinárodní zero-waste aliance (Zero Waste Internation Alliance, ZWIA). V roce 2008 přišla Bea Johnsonová jako první s plánem přeměnit chod své domácnosti na bezodpadovou.
Fungování obchodů narušila v roce 2020 pandemie koronaviru, která v některých zákaznících vyvolala obavy z nákupu a na několik týdnů provoz prodejen úplně zastavila.

## Výhody
Nakupování v obchodech produkujících minimální množství odpadu je šetrné k životnímu prostředí, jelikož používané obaly jsou znovu používány a planeta tak není zatěžována odpadovým materiálem.
Kromě environmentálních aspektů je u určitých potravin významná i nižší cena, jelikož u některých potravin se platí tzv. „za obal“. Ceny potravin se liší v závislosti na jejich kvalitě a na ceně, kterou určují dodavatelé.
Ve srovnání s potravinami v supermarketech je v bezobalových prodejnách dbáno na kvalitu produktů. Jsou preferovány potraviny s certifikacemi např. bio. Kvalita bývá pro provozovatele bezobalových prodejen prioritou, soustředí se na lokální potraviny a osvědčené kvalitní farmáře a pěstitele.

## V Česku
V České republice byl první bezobalový obchod otevřen v roce 2015 v Praze neziskovou organizací Bezobalu. Bezobalový prodej, který byl v počátku založen na komunitním prodeji je postupně rozšiřován širší veřejnosti a nabývá na oblíbenosti. Organizace Bezobalu v roce 2020 otevřela v Praze již třetí pobočku a koncept se šíří ve městech napříč celou republikou. V Brně jich bylo k roku 2020 jedenáct a celkově jich v ČR najdeme více než osmdesát.
Existuje také mapa Reduca, která shromažďuje všechny podniky, kde se dá nakupovat bez obalů. Založila ji Martina Sumbalová, která od roku 2017 sdílí na svém blogu tipy a postřehy k životu s méně odpady.